# رومان بيلاييف
رومان بيلاييف (بالروسية: Беляев, Роман Евгеньевич)‏ هو لاعب كرة قدم روسي في مركز الهجوم، ولد في 14 فبراير 1988 في نوفوسيبيرسك أوبلاست في روسيا. لعب مع سيبير نوفوسيبيريسك.

## وصلات خارجية
- رومان بيلاييف على موقع قاعدة بيانات كرة القدم.إي يو (الإنجليزية)
- رومان بيلاييف على موقع Soccerway.com (الإنجليزية)